# Stay (Shakespears-Sister-Lied)
Stay (englisch für „Bleibe“)  ist ein Lied des britischen Musikprojekts Shakespears Sister aus dem Jahr 1992.

## Entstehung und Veröffentlichung
Das Lied wurde von den beiden Shakespears-Sister-Mitgliedern Marcella Detroit und Siobhan Fahey, zusammen mit dem Koautoren Jean Guiot, getextet beziehungsweise komponiert. Das Duo zeichnete zudem mit Alan Moulder und Chris Thomas für die Produktion verantwortlich.
Die Erstveröffentlichung von Stay erfolgte als Single am 13. Januar 1992 bei London Records. Diese erfolgte als 7″-Single mit der B-Seite The Trouble with Andre (Katalognummer: 869 624-7). Am 17. Februar 1992 erschien das Lied als Teil von Shakespears Sisters zweiten Studioalbum Hormonally Yours.

## Inhalt
Im Lied geht es um das lyrische Ich, das seinem Gegenüber begreiflich macht, dass es es brauche in der Stille seines Zimmers, in der Dunkelheit seiner Träume, es dürfe nur an es denken und es dürfe kein Dazwischen geben. Wenn der Stolz auf dem Boden liegt, werde es um mehr betteln lassen. Es solle bei ihm bleiben. („In the silence of your room. In the darkness of your dreams. You must only think of me. There can be no in-betweens. When your pride is on the floor. I'll make you beg for more. (Stay) Stay with me.“).

## Musikvideo
Das dazugehörige Musikvideo entstand unter der Regie von Sophie Muller. Es wurde bei den BRIT Awards 1993 in der Kategorie „British Video of the Year“ ausgezeichnet und verzeichnete bis Juli 2024 auf der Videoplattform YouTube über 37 Millionen Aufrufe.

## Rezeption

### Chartplatzierungen
| ChartsChartplatzierungen       | Höchstplatzierung | Wochen |
| ------------------------------ | ----------------- | ------ |
| Deutschland (GfK)              | 3 (28 Wo.)        | 28     |
| Österreich (Ö3)                | 4 (21 Wo.)        | 21     |
| Schweiz (IFPI)                 | 2 (22 Wo.)        | 22     |
| Vereinigte Staaten (Billboard) | 4 (20 Wo.)        | 20     |
| Vereinigtes Königreich (OCC)   | 1 (22 Wo.)        | 22     |

| ChartsJahrescharts (1992)      | Platzierung |
| ------------------------------ | ----------- |
| Deutschland (GfK)              | 19          |
| Österreich (Ö3)                | 16          |
| Schweiz (IFPI)                 | 13          |
| Vereinigte Staaten (Billboard) | 45          |
| Vereinigtes Königreich (OCC)   | 4           |

### Auszeichnungen für Musikverkäufe
| Land/Region       | Auszeichnungen für Musikverkäufe (Land/Region, Auszeichnung, Verkäufe) | Verkäufe |
| ----------------- | ---------------------------------------------------------------------- | -------- |
| Australien (ARIA) | Gold                                                                   | 35.000   |
| Insgesamt         | 1× Gold ·                                                              | 35.000   |